# ادريانو مونتالتو
ادريانو مونتالتو (بالإيطالية: Adriano Montalto)‏ (6 أبريل 1988 بإريتشي في إيطاليا - ) هو لاعب كرة قدم إيطالي في مركز الهجوم. لعب مع نادي أسكولي ونادي ساليرنيتانا ونادي ليكو ونادي مسينا وScafatese Calcio 1922 ‏ و ونادي طرابنش 1905 ‏ ولاتينا كالتشيو وASD Martina Calcio 1947 ‏ ونادي غروسيتو.

## وصلات خارجية
- ادريانو مونتالتو على موقع قاعدة بيانات كرة القدم.إي يو (الإنجليزية)
- ادريانو مونتالتو على موقع بيانات كرة القدم. دي إي (الألمانية)
- ادريانو مونتالتو على موقع Soccerbase.com (لاعب) (الإنجليزية)
- ادريانو مونتالتو على موقع Soccerway.com (الإنجليزية)
- ادريانو مونتالتو على موقع عالم كرة القدم.نت (الإنجليزية)